# Cristián Oviedo (Fußballspieler, 1980)
Cristian Gonzalo Oviedo Molina (* 22. Mai 1980 in Talcahuano) ist ein ehemaliger chilenischer Fußballspieler. Der Abwehrspieler wurde in der Apertura 2008 mit Everton chilenischer Meister.

## Karriere
Cristian Oviedo begann seine Karriere 2003 bei CD Huachipato. Zwei Jahre später wechselte er zu Naval in die Tercera División. 2006 schloss er sich Lota Schwager an, wo er in der Primera B spielte. Das Team erreichte die Aufstiegs-Play-offs und stieg nach einem Sieg gegen die Rangers de Talca in die Primera División auf. Oviedo erzielte in dieser Saison fünf Tore in 34 Spielen. Nach dem Abstieg des Vereins wurde er entlassen.
2008 wechselte Oviedo zu Everton, wo er in seinem ersten Jahr die Apertura-Meisterschaft gewann. Sein erstes Tor erzielte er bei einem 4:1-Sieg gegen Audax Italiano. 2009 spielte er mit Everton in der Copa Libertadores. In der Saison 2010 hatte er eine schwierige Zeit mit vier roten Karten, Everton stieg am Ende ab. Ende 2010 verließ er den Verein. Anfang 2011 unterschrieb Oviedo einen Einjahresvertrag beim CD O’Higgins und wechselte nach Ablauf des Vertrags zu Audax Italiano. Nach weiteren Stationen bei CD Santiago Morning, Deportes Iquique und San Antonio Unido schloss sich der Defensivakteur Anfang 2017 dem CD Cobreloa an, wo er am Jahresende seine Profikarriere beendete.

## Erfolge
Everton
- Chilenischer Meister: 2008-A